# تاتسوهيكو تاكيموتو
تاتسوهيكو تاكيموتو (باليابانية: 滝本竜彦) (20 سبتمبر 1978، هوكايدو في اليابان)؛ روائي ياباني.

## روابط خارجية
- تاتسوهيكو تاكيموتو على موقع IMDb (الإنجليزية)
- تاتسوهيكو تاكيموتو على موقع ميوزك برينز (الإنجليزية)
- تاتسوهيكو تاكيموتو على موقع قاعدة بيانات الفيلم (الإنجليزية)
- تاتسوهيكو تاكيموتو على موقع ANN person (الإنجليزية)